# Witoogbuizerd
De witoogbuizerd (Butastur teesa) is een roofvogel uit de familie van de Accipitridae (havikachtigen).

## Verspreiding en leefgebied
Deze soort komt voor van Pakistan tot Myanmar.